# Powys Fadog

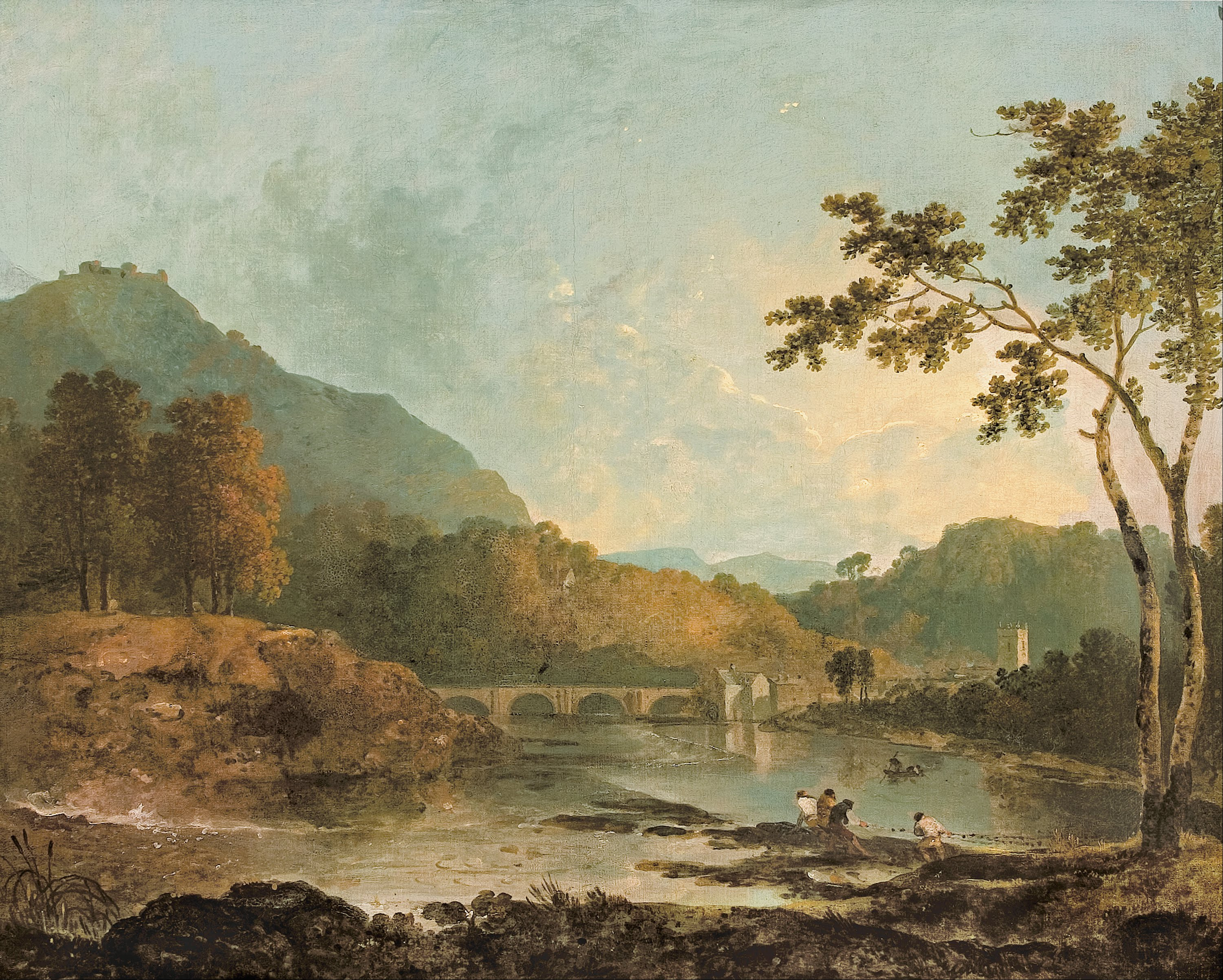
Hrad Dinas Brân, který byl sídlem knížat

Knížectví Powys Fadog (velšsky Tywysogaeth Powys Fadog), v anglické literatuře často označované jako Dolní Powys (anglicky Lower Powys), bylo středověké velšské knížectví, které vzniklo roku 1160 ze severní části království Powys ve východním Walesu. To se rozdělilo do dvou menších knížectví, přičemž menší severní část byla již roku 1277 anektována Anglií během tažení Eduarda I. proti Walesu. Centrem knížectví Powys Fadog byl hrad Dinas Brân, který byl sídlem knížat.